# Tavèrnoles
Tavèrnoles är en kommun i Spanien.   Den ligger i provinsen Província de Barcelona och regionen Katalonien, i den östra delen av landet, 500 km öster om huvudstaden Madrid. Antalet invånare är 312. Arean är 18,8 kvadratkilometer. Tavèrnoles gränsar till Les Masies de Roda, Vilanova de Sau, Sant Sadurní d'Osormort, Folgueroles och Gurb. 
Terrängen i Tavèrnoles är kuperad österut, men västerut är den platt.